# Asmāhūr-e ‘Olyā
Asmāhūr-e ‘Olyā (persiska: اَسماهورِ بالا, اِسمَهُّر اُليَ, اِسماهور بالا, اِسماهورِ عُليا, Asmāhūr-e Bālā, اسماهور عليا) är en ort i Iran.   Den ligger i provinsen Lorestan, i den centrala delen av landet, 300 km sydväst om huvudstaden Teheran. Asmāhūr-e ‘Olyā ligger 2 158 meter över havet och antalet invånare är 305.
Terrängen runt Asmāhūr-e ‘Olyā är kuperad åt nordost, men åt sydväst är den platt.Runt Asmāhūr-e ‘Olyā är det ganska glesbefolkat, med 29 invånare per kvadratkilometer. Närmaste större samhälle är Alīgūdarz, 10,3 km väster om Asmāhūr-e ‘Olyā. Trakten runt Asmāhūr-e ‘Olyā består i huvudsak av gräsmarker.